# 鈴川村
鈴川村（すずかわむら）は、かつて山形県東村山郡にあった村。

## 沿革
- 1889年（明治22年）4月1日 - 町村制施行に伴い東村山郡上山家村・下山家村・双月村・印役村・大野目村・高原村が合併し、鈴川村が発足。
- 1943年（昭和18年）4月1日 - 山形市に編入。同日鈴川村廃止。